# Nasal dental
A nasal dental é um tipo de fone consonantal usado em algumas línguas.
O símbolo no alfabeto fonético internacional que representa este fone é n̪, e o símbolo no X-SAMPA equivale a n_d.

## Características
- Seu modo de articulação é oclusivo, o que significa que é produzido pela obstrução do fluxo de ar no trato vocal.
- Seu ponto de articulação é dental, o que significa que é articulado com a língua, quer sobre a baixa ou a arcada superior, ou ambos.
- Seu tipo de fonação é expressa, o que significa que as cordas vocais vibram durante a articulação.
- É uma consoante nasal, o que significa que o ar é permitido escapar através do nariz.
- O mecanismo de fluxo de ar é egressivo, o que significa que é articulado, empurrando o ar para fora dos pulmões e através do trato vocal, em vez da glote ou da boca.

## Ocorrência
Verdadeiros consoantes dentais são relativamente incomuns. Nas línguas românicas, o n é muitas vezes chamado dental. No entanto, o contato mais recuado (que é o que dá um som consoante o seu distintivo) é realmente alveolar, ou talvez denti-alveolar, o fato de que a frente da língua toca os dentes podem ser mais visível, mas é importante acusticamente. A diferença entre as línguas românicas e inglês não é tanto onde os contatos a língua no céu da boca, como que parte da língua faz o contato. Em Inglês é a ponta da língua (sons que são chamados apicais), enquanto que nas línguas românicas, ele é o plano da língua, logo acima da ponta (tais sons são chamados laminais).
No entanto, há línguas com n dental apical verdadeiro (ou menos comumente laminais). Pode ser encontrada em idiomas como dravídico, tâmil e malaiala, e no sul-americano mapudungun. Por exemplo, na pronúncia malaiala de "Nārāyanan", o primeiro "n" é dental (o segundo é retroflexo e o terceiro alveolar).
| Língua       | Língua               | Palavra              | AFI                  | Significada          | Notas |
| ------------ | -------------------- | -------------------- | -------------------- | -------------------- | --- |
| Bielorrusso  | Bielorrusso          | новы/novy            | [ˈn̪ovɨ]              | Novo                 | Laminal denti-alveolar. Contrasta com forma palatalizada.                                                                                               |
| Búlgaro      | Búlgaro              | жена/žena            | [ʒɛˈn̪a]              | Mulher               | Laminal denti-alveolar. |
| Catalão      | Catalão              | cantar               | [kən̪ˈt̪ä]             | Cantar               | Laminal denti-alveolar. Alofone de /n/ ante de /t, d/.                                                                                                  |
| Neerlandês   | Belga                | nicht                | [n̻ɪxt̻]               | Sobrinha             | Laminal denti-alveolar, as vezes simplesmente alveolar.                                                                                                 |
| Inglês       | Inglês               | month                | [mʌn̪θ]               | Mês                  | Interdental. Alofone de /n/ antes de /θ, ð/. |
| Esperanto    | Esperanto            | Esperanto            | [espeˈran̪t̪o]         | Um que tem esperança | |
| Francês      | Francês              | connexion            | [kɔn̻ɛksjɔ̃]           | Conexão              | Laminal denti-alveolar, as vezes simplesmente alveolar.                                                                                                 |
| Grego        | Grego                | άνθος/ánthos         | [ˈɐn̪θo̞s]             | Flor                 | Interdental. Alofone de /n/. |
| Hindustâni   | Hindustâni           | नया / نیا/najaa/najā  | [n̪əjaː]              | Novo                 | |
| Húngaro      | Húngaro              | nagyi                | [ˈn̪ɒɟi]              | Vó                   | Laminal denti-alveolar. |
| Italiano     | Italiano             | cantare              | [kän̪ˈt̪äːre]          | Cantar               | Laminal denti-alveolar. Alofone de /n/ antes de /t, d, s, z, t͡s, d͡z/.                                                                                   |
| Cassúbio     | Cassúbio             | [exemplo necessário] | [exemplo necessário] |                      | Laminal denti-alveolar. |
| Cazaque      | Cazaque              | көрінді/ko'rindi     | [kœɾɪn̪d̪ɪ]            | Parecia              | Laminal denti-alveolar. Alofone de /n/ before /t, d/.                                                                                                   |
| Quirguiz     | Quirguiz             | беделинде/bedelinde  | [be̞d̪e̞lin̪d̪e̞]          | Na autoridade        | Laminal denti-alveolar. Alofone de /n/ before /t, d/.                                                                                                   |
| Letão        | Letão                | nakts                | [n̪äkt̪s̪]              | Noite                | Laminal denti-alveolar. |
| Macedônico   | Macedônico           | нос/nos              | [n̪o̞s̪]                | Nariz                | Laminal denti-alveolar. |
| Malaialam    | Malaialam            | പന്നി/panni            | [pən̪n̪i]              | Porco                | Interdental para alguns falantes. |
| Mapudungun   | Mapudungun           | müṉa                 | [mɘ̝ˈn̪ɐ̝]              | Primo do lado do pai | Interdental. |
| Marata       | Marata               | नख/nakha             | [n̪əkʰə]              | Unha de dedo         | |
| Nepali       | Nepali               | सुगन्ध                 | [suˈɡʌn̪d̪ʱʌ]          | Fragrância           | Alofone de /n/ na vizinhança de /t̪, t̪ʰ, d̪, d̪ʱ/. |
| Polonês      | Polonês              | nos                  | [n̪ɔs̪]                | Nariz                | Laminal denti-alveolar. Alveolar antes de /t͡ʂ, d͡ʐ/. |
| Português    | Geral                | narina               | [n̻ɐˈɾin̻ɐ]            | Narina               | Laminal denti-alveolar. Pode nazalizar vogal anterior (especialmente se pronunciada). Tem /ɲ̟/ como Alofone, formando de grupos com [j], e antes de /i/. |
| Português    | Vernáculo Paulista   | percebendo           | [pe̞ʁse̞ˈbẽn̻u]         | Percebendo           | Laminal denti-alveolar. Alofone de /d/ depois de uma vogal nasal acentuada em variedades mais estigmatizadas.                                           |
| Romeno       | Romeno               | alună                | [äˈl̪un̪ə]             | Avelã                | Laminal denti-alveolar. |
| Russo        | Russo                | наш                  | [n̪aʂ]                | Nosso                | Laminal denti-alveolar, contrasta com forma palatalizada.                                                                                               |
| Servo-Croata | Servo-Croata         | студент / student    | [s̪t̪ǔd̪e̞n̪t̪]            | Estudante            | Laminal denti-alveolar. Alofone of /n/ before /t, d, s, z, t͡s/.                                                                                         |
| Esloveno     | Esloveno             | amarant              | [amaˈɾaːn̪t̪]          | Amarante             | Laminal denti-alveolar. Alofone de /n/ before /t, d, s, z, t͡s/.                                                                                         |
| Espanhol     | Maioria dos dialetos | cantar               | [kän̪ˈt̪är]            | Cantar               | Laminal denti-alveolar. Alofone de /n/ antes de /t, d/.                                                                                                 |
| Ucraniano    | Ucraniano            | наш/nash             | [n̪ɑʃ]                | Nosso                | Laminal denti-alveolar, contrasta com forma palatalizada.                                                                                               |
| Usbeque      | Usbeque              | [exemplo necessário] |                      |                      | Laminal denti-alveolar. |